# Llista del Dr. Martin – Per la Democràcia, el Control i la Justícia
Llista del Dr. Martin – Per la Democràcia, el Control i la Justícia (alemany List of Dr. Martin – Für Demokratie, Kontrolle, Gerechtigkeit) fou un partit polític austríac que reclama lluita contra la corrupció i transparència política. Fou fundat el 2004 per Hans-Peter Martin, antic diputat del Partit Socialdemòcrata d'Àustria (SPÖ) que trencà amb el seu partit i que a les eleccions europees de 2004 va obtenir el 14% dels vots i dos escons, un per a ell i l'altra per a la periodista de l'ORF Karin Resetarits, però al cap de poc tingueren discrepàncies i trencaren. El 2005 es va unir a l'Aliança dels Liberals i Demòcrates per Europa.
Per tal de promoure la transparència, el 2005 Hans-Peter Martin, Paul van Buitenen (Europa Transparant) i Ashley Mote decidiren cooperar dins la Platforma per la Transparència (PfT). També va participar en les eleccions legislatives austríaques de 2006, però només va obtenir 131,688 vots (2,8%) i cap escó.

## Resultats electorals

### Nationalrat
| Any  | Líder                | Vots                 | %                    | Resultat             | +/-                  | Govern               |
| ---- | -------------------- | -------------------- | -------------------- | -------------------- | -------------------- | -------------------- |
| 2006 | Hans-Peter Martin    | 131,688              | 2.80                 | 0 / 183              | Nou                  | Extraparlamentari    |
| 2008 | No hi van participar | No hi van participar | No hi van participar | No hi van participar | No hi van participar | No hi van participar |
| 2013 | No hi van participar | No hi van participar | No hi van participar | No hi van participar | No hi van participar | No hi van participar |

### Parlament Europeu
| Any  | Líder                | Vots                 | %                    | Escons               | +/–                  | Grup                 |
| ---- | -------------------- | -------------------- | -------------------- | -------------------- | -------------------- | -------------------- |
| 2004 | Hans-Peter Martin    | 349,696              | 13.98                | 2 / 18               | Nou                  | NI                   |
| 2009 | Hans-Peter Martin    | 506,092              | 17.67                | 3 / 19               | 1                    | NI                   |
| 2014 | No hi van participar | No hi van participar | No hi van participar | No hi van participar | No hi van participar | No hi van participar |